# Heinrich Johann von Schaper
Heinrich Johann von Schaper (* 8. Juni 1782 in Köslin; † 22. Dezember 1846 in Torgau) war ein preußischer Generalleutnant.

## Leben

### Herkunft und Familie
Er entstammte einer ursprünglich niedersächsischen Familie und war Sohn des preußischen Oberst Ludwig von Schaper (1734–1808), Kommandant der Festung Weichselmünde und Kommandeur des III. Musketier-Bataillons des Infanterieregiments „von Hanstein“ (Nr. 51) und der Friederike, geborene von Billerbeck (* 1759).
Schaper heiratete am 28. März 1815 in Kloetzen Sophie Freiin von Schleinitz (* 1792; † 23. September 1839 in Torgau), die Tochter des preußischen Kammergerichtspräsidenten Carl Anton Wilhelm Freiherr von Schleinitz (1751–1807) und der Friederike von Rosenberg-Gruszczynski. Das Ehepaar hatte mindestens vier Kinder, zwei Söhne und zwei Töchter, darunter der spätere Landrat Carl Heinrich von Schaper. Der Generalsuperintendent in Posen, Friedrich Alexander Leopold Cranz, war seit 1839 sein Schwiegersohn.

### Werdegang
Schaper begann seine Laufbahn in der preußischen Armee 1795 als Gefreiterkorporal im Infanterieregiments „von Langen“ (Nr. 17). Er avancierte 1797 zum Fähnrich und 1800 zum Sekondeleutnant. 1806 nahm er am Vierten Koalitionskrieg, insbesondere den dem Gefecht bei Halle teil, wo er in Gefangenschaft geriet und nach Nancy verbracht wurde. Erst 1808 kehrte er aus der Gefangenschaft zurück und wurde 1809 dem Grenadier-Regiment „König Friedrich Wilhelm I.“ (2. Ostpreußisches) Nr. 3 aggregiert. Noch im selben Jahr wurde als Premierleutnant ins Regiment einrangiert. Er stieg 1812 zum Stabskapitän auf und nahm dann zunächst seinen Abschied um ebenfalls noch 1812 als Kapitän und Kompaniechef im I. Bataillon der Russisch-Deutschen Legion in russische Dienste zu treten. Seiner Beförderung zum Major folgte die Teilnahme an den Befreiungskriegen. Im Gefecht an der Göhrde wurde er verwundet und erhielt den St.-Annen-Orden II. Klasse. Er nahm weiterhin an den Gefechten bei Vellahn, Wilhelmsburg, Harburg, Sehestedt, Wavre, Rocquencourt und Chatillon, den Belagerungen von Glückstadt und Hamburg (St.-Wladimir-Orden IV. Klasse), sowie der Schlacht bei Ligny (Eisernes Kreuz II. Klasse) teil. Bereits 1814 war er als Major ohne Patent in preußische Dienste zurückgekehrt. In diesem Zusammenhang des Übergangs der Russisch-Deutschen Legion an Preußen, wurde er 1815 Bataillonskommandeur im 30. Infanterieregiment. Schaper wurde dann 1817 in 29. Infanterieregiment versetzt und wechselte 1819 erneut, in das 26. Infanterieregiment. Er hat 1825 das Dienstkreuz erhalten. 1827 avancierte er zum Oberstleutnant und wurde 1829 Kommandeur des 20. Infanterieregiment ad interim. Mit seiner Beförderung zum Oberst im Jahre 1830 wurde er als Regimentskommandeur bestätigt. 1832 hat er den Roten Adlerorden III. Klasse erhalten und wurde Direktor der Divisionsschule sowie Präses der Prüfungskommission für Portepeefähnriche der 6. Division. Schaper wurde dann 1836 Kommandeur der 6. Infanteriebrigade, sowie dem 20. Infanterieregiment aggregiert. 1837 erfolgte seine Aufnahme in den Johanniter-Orden und 1838 sein Aufstieg zum Generalmajor. Er hat 1840 den Roten Adlerorden II. Klasse mit Eichenlaub und 1743 den St.-Stanislaus-Orden I. Klasse erhalten. Im Jahr 1844 hat Schaper seinen Abschied mit dem Charakter als Generalleutnant und einer jährlichen Pension in Höhe von 2250 Taler, sowie den Stern zum Roten Adlerorden II. Klasse erhalten.
Bereits am 25. April 1834 kaufte er in seiner Eigenschaft als Oberst zu Torgau und Kommandeur des dort stationierten 20. Linieninfanterie-Regiments von Peter Wilhelm Graf von Hohenthal das Rittergut Falkenberg mit dem Vorwerk Kiebitz und der Mark Trebsdorf bei Torgau (Provinz Sachsen).
Schaper war Rechtsritter des Johanniterordens. Gut Falkenberg übernahm sein Sohn Karl (Carl) Heinrich Ludwig von Schaper und dann der Enkel Arthur von Schaper bis 1911.